# Ogygopsis
Ogygopsis ist eine Trilobiten-Gattung, die im Kambrium Nordamerikas vorkam. Die Trilobiten gehören zu den häufigsten am Mount Stephen im Yoho-Nationalpark in British Columbia gefundenen Fossilien. Ogygopsis gehört zur Familie der Dorypygidae innerhalb der Ordnung Corynexochida.

## Name
Der Name „Ogygopsis“ leitet sich von Ogygia ab, welches der Name der 7. Tochter von Amphion und Niobe in der griechischen Mythologie ist. Der Artname klotzi ehrt Otto Klotz, einen Vermessungsingenieur, welcher die Fossilien gefunden und für Forschungszwecke zur Verfügung gestellt hatte.

## Beschreibung
Der Körper der Trilobiten der Gattung Ogygopsis ist länglich oval. Er hat ein großes sichelförmiges Cephalon mit einer langen, abgerundeten Glabella. Die Augen befinden sich gegenüber der Mitte der Glabella. Der Thorax besteht aus acht Segmenten. Diese sind sanft gekrümmt und verjüngen sich zum Rand hin in kurze stachelige Spitzen. Die Rachis ist konvex und verjüngt sich zum Rand hin. Die Breite der Rachis steht im Vergleich zur Länge der Segmente in einem Verhältnis von 1,5:2. Das Pygidium ist halbkreisförmig und etwas länger als das Cephalon oder der Thorax. Es besteht aus 9 Segmenten, welche zum Körperende hin schmaler werden. Die Krümmung dieser Segmente ist stärker als die des Thorax. Auch ist ihre Lage zur Rachis deutlich schräger nach hinten, so dass die Segmente des Pygidiums in einem spitzen Winkel auf die Rachis treffen. Die Segmente des Pygidiums stoßen an einen glatten konvexen Rand. Der Körper ist bis zu 13 cm lang.

## Klassifikation/Systematik
Die Gattung Ogygopsis gehört zum Reich Animalia und zum Infrareich Ecdysozoa. Darin wird sie dem Stamm der Arthropoda und der Klasse Trilobita zugeordnet, innerhalb deren sie wiederum der Familie Dorypygidae in der Ordnung Corynexochida angehört. Sie enthält nur eine Art: Ogygopsis typicallis.

## Alter und Fundstellen
Ogygopsis lebte im mittleren Kambrium vor ca. 505 Millionen Jahren und wurde im heutigen Nordamerika gefunden. Die bedeutendste Fundstelle ist der Burgess-Schiefer, eine Fossillagerstätte der Burgess Shale Formation in British Columbia. Ebenfalls wurde Ogygopsis im Chisolm-Schiefer in Nevada sowie in der Abercrombie Formation in der Deep Creek Range in Utah gefunden.

## Forschungsgeschichte
- 1887 Erstbeschreibung von Ogygia klotzi durch Rominger
- 1888 Zuordnung der Art der neu von Walcott eingeführten Gattung Ogygopsis
- 1908: Bezeichnung als „Ogygopsis-Schiefer“ durch Walcott
- 1916: durch Walcott erstmals ins Mittlere Kambrium datiert
- 1939: Taxioura erstmals durch Resser als Synonym genannt[6][2]

## Ökologie
Der Lebensweise der Gattung war epibenthisch. Die Tiere lebten auf dem Sediment am Meeresboden und ernährten sich größtenteils von kleinen organischen Partikeln. Bei einigen Exemplaren wurden offensichtlich verheilte Verletzungen gefunden, welche auf eine Prädation durch größere Arthropoden hinweist.